# Robert Casadesus

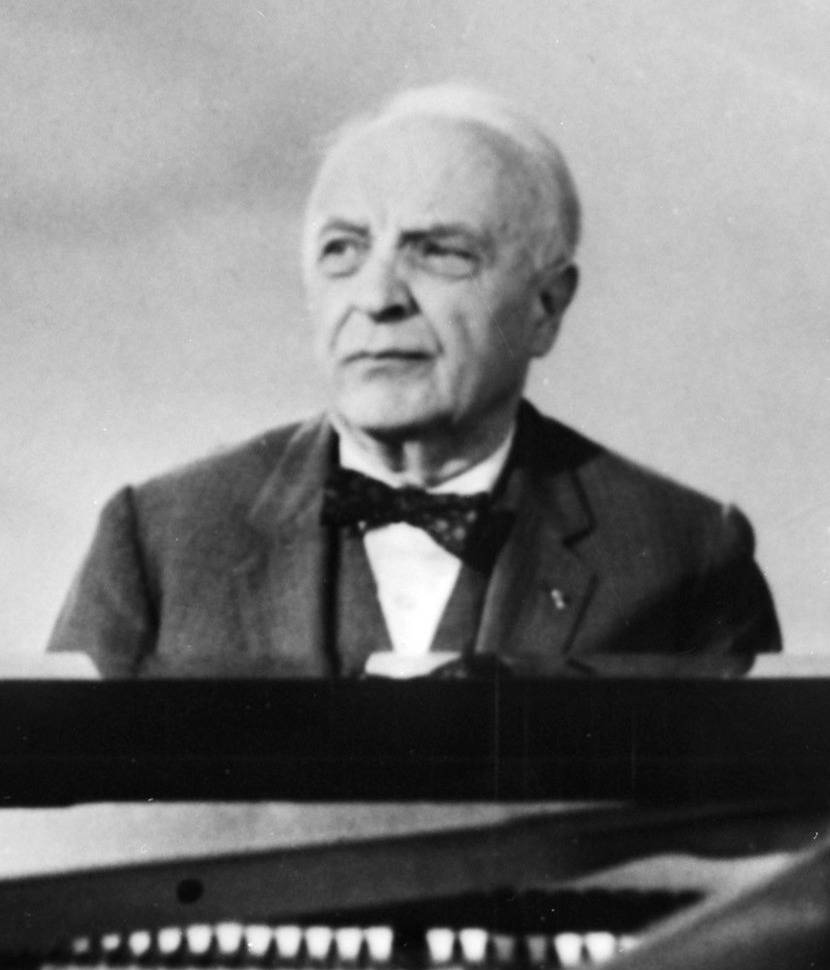
Robert Casadesus (1972)

Robert Marcel Casadesus [kazadˈsy] (* 7. April 1899 in Paris; † 19. September 1972 ebenda) war ein französischer Pianist, Klavierlehrer und Komponist.

## Leben
Robert Casadesus entstammte der weitverzweigten Musikerfamilie Casadesus und studierte in Paris. 1921 wurde er Lehrer am von seinem Onkel Francis Casadesus gemeinsam mit Walter Damrosch gegründeten Amerikanischen Konservatorium in Fontainebleau, zunächst als Assistent von Isidor Philipp. 1931 heiratete er Gabrielle L’Hôte (Gaby Casadesus, 1901–1999), die wie er bei Louis Diémer studiert hatte und mit der er ein erfolgreiches Klavierduo bildete. Ab 1922 stand er in engem Kontakt zum Komponisten Maurice Ravel. Konzerttourneen in Europa, Südamerika, den USA und Nordafrika machten ihn weltberühmt.
1940–1946 lebten er und seine Familie in Princeton (New Jersey); in diese Zeit fällt der Beginn der musikalischen Partnerschaft mit dem Geiger Zino Francescatti. 1951 spielte Robert Casadesus die erste Gesamtaufnahme von Ravels Klavierwerken ein, in den Vierhändigstücken unterstützt von seiner Frau, und erhielt dafür den Grand Prix du Disque der Akademie Charles Cros und den Grand Prix de l’Academie du Disque. Er war aber auch ein anerkannter Mozart- und Schumann-Interpret. Zu seinen Klavierschülern zählten Monique Haas (1909–1987) und Claude Helffer (1922–2004). Mit dem ältesten Sohn Jean Casadesus (1926–1972) konzertierten die Eltern an drei Klavieren.
Casadesus war auch ein produktiver Komponist. Allerdings konnten sich seine Werke, darunter sieben Sinfonien, nicht im Repertoire etablieren. Veröffentlicht wurden vierundzwanzig préludes für Klavier solo (1924), ein Streichtrio (1938), sechs pièces für zwei Klaviere (ebenfalls 1938), zwei Klaviersonaten (1947 und 1953) und mehrere Sonaten für andere Instrumente.
Um an den Pianisten zu erinnern, fand 1975 bis 1993 alle zwei Jahre der Robert Casadesus International Piano Competition in Cleveland (Ohio) statt.